# Giovan Battista Carpi
Giovan Battista Carpi (född 16 november 1927, död 3 mars 1999) var en italiensk serietecknare som i huvudsak tecknade Disneyserier. Han skapade Stål-Kalle.